# Asterope (geslacht)
Asterope is een geslacht van vlinders uit de onderfamilie Biblidinae van de familie Nymphalidae.

## Soorten
Deze lijst van 34 stuks is mogelijk niet compleet.
- A. adamsi (Lathy, 1903)
- A. amazoula (Mabille, 1880)
- A. amulia (Cramer, 1779)
- A. bartletti (Godman & Salvin, 1878)
- A. batesii (Hewitson, 1850)
- A. benguelae (Chapman, 1872)
- A. boisduvali (Wallengren, 1857)
- A. boya (Röber)
- A. buckleyi (Hewitson, 1869)
- A. davisi (Butler, 1877)
- A. degandii (Hewitson, 1858)
- A. depuiseti (Felder, 1861)
- A. drusius (Fabricius, 1787)
- A. dubiosa (Strand, 1911)
- A. fassli (Röber, 1913)
- A. freyja (Röber, 1913)
- A. garega (Karsch, 1892)
- A. howensis (Staudinger, 1886)
- A. leprieurii (Feisthamel, 1835)
- A. lugens (Druce, 1903)
- A. markii (Hewitson, 1857)
- A. moranti (Trimen, 1881)
- A. occidentalium (Mabille, 1877)
- A. optima (Butler, 1869)
- A. pechueli (Dewitz, 1879)
- A. philotima (Rebel, 1912)
- A. refulgens (Kaye, 1919)
- A. rosa (Hewitson, 1877)
- A. salvini (Staudinger, 1886)
- A. sapphira (Hübner, 1806)
- A. srnkai (Honrath, 1884)
- A. trimeni (Aurivillius, 1899)
- A. umbrina (Karsch, 1892)
- A. whitelyi (Salvin, 1869)